# Xã 11, Quận Rooks, Kansas
Xã 11 (tiếng Anh: Township 11) là một xã thuộc quận Rooks, tiểu bang Kansas, Hoa Kỳ. Năm 2010, dân số của xã này là 2.277 người.